# Hendrik Dirk Stephaan Hasselman
Hendrik Dirk Stephaan Hasselman, nizozemski general, * 1880, † 1943.